# Надкаліберні набої
Надкаліберні набої це ті набої де гільза відносно великого об'єму поєднана з кулею відносно малого діаметру.
Об'єм гільзи та площу канала стволу можуть бути математично пов'язані для отримання відношення об'єму гільзи до площі канала стволу в метричних або британських одиницях.
{\displaystyle {O_{ratio}}={\frac {Volume_{case}}{Area_{bore}}}}
де:
- {\displaystyle Volume_{case}} = внутрішній об'єм гільзи або ємність гільзи (в мілілітрах або  (для неметричних користувачів) гранах води)
- {\displaystyle Area_{bore}} = площа поперечного перерізу каналу ствола (в см2 або in2)

Чим більший результат Oratio, тим більшим надкаліберним буде набійt. Оскільки відношення виражене в одиницях довжини, відносно високе значення Oratio є добрим показником для відносно довгоствольної зброї.
Oratio також використовується для прогнозування ресурсу ствола при використанні набоїв одного калібру, але не різних калібрів, оскільки відношення - це велика величина, яка не корелює з температурою чи тиском (наприклад, набій з прямою гільзою .50 калібру може мати такий самий розмір, що і набій .17 калібру з обтисненим дульцем).

## Порівняльний показник для різних гвинтівкових набоїв
| Набій                             | Об'єм гільзи (мл / см3) | Abore (см2) | Oratio (см) |
| --------------------------------- | ----------------------- | ----------- | ----------- |
| .30 Carbine                       | 1.36                    | 0.4740      | 2.87        |
| 7.92×33mm Kurz                    | 2.22                    | 0.5178      | 4.29        |
| 7,62×39 мм                        | 2.31                    | 0.4799      | 4.81        |
| 7.62×45mm                         | 2.79                    | 0.4749      | 5.87        |
| 5,45×39 мм                        | 1.75                    | 0.2399      | 7.29        |
| .223 Remington                    | 1.87                    | 0.2503      | 7.47        |
| .303 British                      | 3.64                    | 0.4807      | 7.57        |
| 9.3×62mm                          | 5.06                    | 0.6632      | 7.63        |
| 7.65×53mm Mauser                  | 3.70                    | 0.4836      | 7.65        |
| .308 Winchester                   | 3.64                    | 0.4751      | 7.66        |
| 7,92×57mm Mauser                  | 4.09                    | 0.5178      | 7.90        |
| 7.5×54mm French                   | 3.76                    | 0.4717      | 7.97        |
| 5.8×42 мм                         | 2.11                    | 0.2642      | 7.99        |
| 8mm Lebel                         | 4.28                    | 0.5240      | 8.16        |
| 6mm Norma BR                      | 2.45                    | 0.2952      | 8.30        |
| 9.3×64mm Brenneke                 | 5.71                    | 0.6632      | 8.61        |
| 7,62×54 мм R                      | 4.16                    | 0.4799      | 8.67        |
| .375 Holland &amp; Holland Magnum | 6.18                    | 0.7016      | 8.81        |
| 6,5×47 мм Lapua                   | 3.11                    | 0.3459      | 8.99        |
| 7,5×55 мм Шмідт-Рубін             | 4.22                    | 0.4633      | 9.11        |
| .30-06 Springfield                | 4.42                    | 0.4755      | 9.30        |
| 7×57mm Mauser                     | 3.90                    | 0.4041      | 9.65        |
| 6.5mm Creedmoor                   | 3.40                    | 0.3466      | 9.81        |
| .300 Winchester Short Magnum      | 4.99                    | 0.4752      | 10.50       |
| 8×68mm S                          | 5.58                    | 0.5178      | 10.78       |
| 6.5×55mm                          | 3.75                    | 0.3436      | 10.91       |
| 7×64mm                            | 4.48                    | 0.4029      | 11.12       |
| .243 Winchester                   | 3.51                    | 0.2925      | 12.00       |
| .338 Norma Magnum                 | 6.95                    | 0.5689      | 12.22       |
| .300 Winchester Magnum            | 5.93                    | 0.4732      | 12.53       |
| .338 Lapua Magnum                 | 7.40                    | 0.5686      | 13.01       |
| 7mm Remington Magnum              | 5.31                    | 0.4039      | 13.15       |
| .300 Norma Magnum                 | 6.75                    | 0.4751      | 14.21       |
| .50 BMG                           | 18.97                   | 1.2963      | 14.63       |
| .300 Remington Ultra Magnum       | 7.14                    | 0.4740      | 15.06       |
| .300 Lapua Magnum                 | 7.34                    | 0.4751      | 15.45       |
| .257 Weatherby Magnum             | 5.45                    | 0.3307      | 16.48       |
| .30-378 Weatherby Magnum          | 8.64                    | 0.4748      | 18.20       |
| 6.5-300 Weatherby Magnum          | 6.36                    | 0.3452      | 18.42       |
| 14.5×114mm                        | 42.53                   | 1.6513      | 25.76       |

Площі поперечного перерізу каналу "Q", використані в розрахунках, були взяті з відповідної специфікації C.I.P..
Проміжні набої .30 Carbine, 7.92×33mm Kurz, 7,62×39 мм, 7.62×45mm, 5,45×39 мм, .223 Remington/5,56×45 мм НАТО та 5.8×42 мм виділяються відносно низьким показником Oratio.